# Salvatore Venere
Salvatore Venere (Fasano, 1901 – Homoljanscki-Klanac, 2 gennaio 1942) è stato un militare italiano insignito della medaglia d'oro al valor militare alla memoria nel corso della seconda guerra mondiale.

## Biografia
Nacque a Fasano, provincia di Brindisi, nel 1901, figlio di Sante.  Arruolatosi volontario come allievo carabiniere a piedi nel luglio 1920, si congedò con il grado di vicebrigadiere nel luglio 1923. Stabilitosi a Fiume venne assunto presso la Società R.O.M.S.A. (Raffineria Olii Minerali per azioni) in qualità di impiegato, nel gennaio 1937 ottenne la nomina a sottotenente di complemento dell'arma di fanteria del Regio Esercito assegnato al 74º Reggimento fanteria "Lombardia". Già iscritto come milite nella 6ª Legione CC.NN. "Carnaro" della Milizia Volontaria Sicurezza Nazionale, fin dal suo congedo, vi ottenne la promozione a sottocapomanipolo istruttore premilitare. Nel 1938, venne incaricato di accompagnare i ventimila coloni destinati ad emigrare in Libia ottenendo un elogio per il servizio compiuto dal Commissariato per l'emigrazione e colonizzazione. Promosso capomanipolo, nel dicembre 1940 ottenne di essere mobilitato presso il LXI Battaglione CC.NN. da montagna con il quale partecipò prima, alle operazioni di guerra svoltesi contro la Jugoslavia dal 12 al 18 aprile 1941 e, in seguito, alle operazioni nei Balcani. Cadde in combattimento il 2 gennaio 1942, e venne insignito della medaglia d'oro al valor militare alla memoria.